# Varroville, New South Wales
Varroville este o suburbie în Sydney, Australia.